# 313

## Události
Byl vydán Edikt milánský – prohlášení Constantina I. a Licinia o toleranci říše vůči dosud nepovoleným náboženstvím, zvláště křesťanství.

## Úmrtí
- Diocletianus, římský caesar v letech 284–305

## Hlava státu
- Papež – Miltiades (311–314)
- Římská říše – Constantinus I. (306–337) + Licinius (308–324) + Maximinus Daia (310–313)
- Perská říše – Šápúr II. (309–379)
- Kušánská říše – Šaka (305–335)